# Gustavo Pittaluga Fattorini
Pour les articles homonymes, voir Pittaluga.
Gustavo Pittaluga Fattorini, né en 1876 à Florence en Italie et mort en 1956 à La Havane à Cuba, est un médecin et biologiste italien, naturalisé espagnol en 1904.

## Biographie
Il s'installe en Espagne en 1902 et obtient la nationalité espagnole deux ans plus tard.
Pittaluga contribue au développement de l'hématologie et la parasitologie, ainsi que par ses contributions à la lutte nationale et internationale contre le paludisme et autres protozoaires causant des maladies. Pittaluga étudie la médecine à l'Université de Rome, où il devient médecin en 1900 avec une thèse sur l'acromégalie. Bien qu'il se soit intéressé à la psychiatrie, sujet dans lequel il n'a jamais perdu l'intérêt, il devient l'assistant du médecin et naturaliste Giovanni Battista Grassi, spécialiste de la zoologie des invertébrés et des protozoaires. Grassi était celui de l'équipe (y compris Pittaluga) qui a démontré que le paludisme est transmis par les moustiques du genre Anopheles.
Gustavo Pittaluga Fattorini est également député en 1923 et premier directeur de l'Escuala de Higiene y Sanidad en 1930. Après la guerre civile, il s'exile à Cuba.

## Publications
- El problema político de la sanidad pública, 1921[3].
- El vicio, la voluntad, la ironía, 1927-1928[3].
- Ensayo de una teoría biológica del vicio, 1925[3].